# 裂叶红景天
裂叶红景天（学名：Rhodiola sinuata）是景天科红景天属的植物。分布在尼泊尔、印度、巴基斯坦以及中国大陆的云南、西藏等地，生长于海拔3,200米至4,300米的地区，多生长于山坡岩缝中或流石山坡上，目前尚未由人工引种栽培。

## 别名
深波线叶景天（拉汉种子植物名称）